# Mihailich Győző

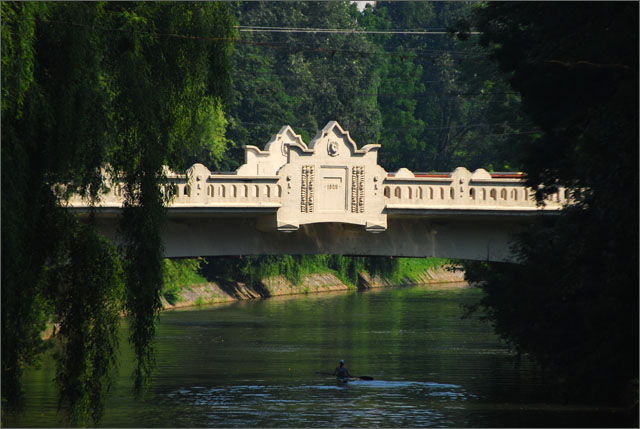
Liget-úti híd, Temesvár, épült 1910-ben Mihailich Győző tervei alapján

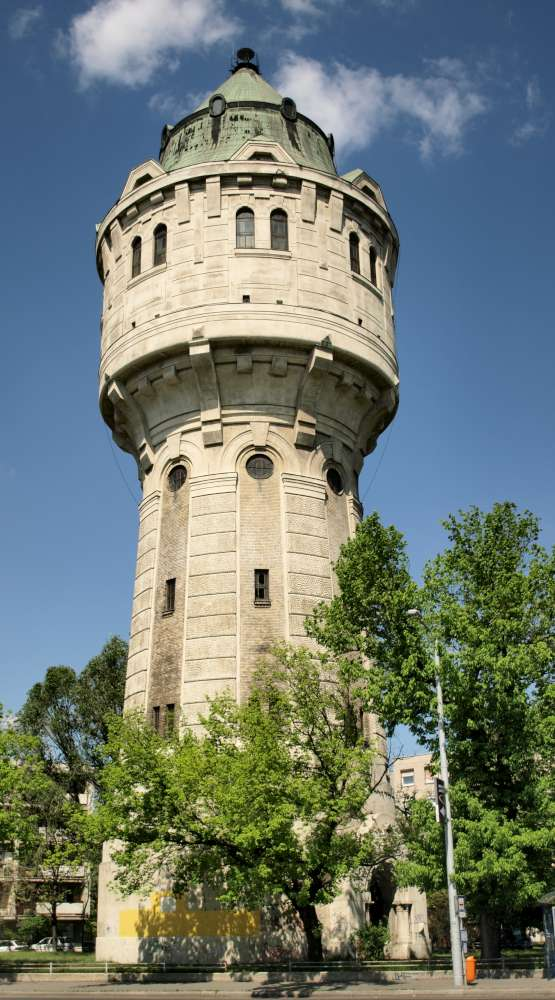
Újpesti víztorony a korai magyar vas- és vasbeton-építészet kimagasló alkotása, épült 1912-ben Mihailich Győző tervei alapján

Mihailich Győző (Rékas, 1877. október 14. – Budapest, 1966. március 18.) hídépítő mérnök, egyetemi tanár, az MTA tagja.

## Életútja
Temesrékason született Mihailich Ferenc postamester, községi jegyző, 1848-as honvédszázados és kishindi Szabó Alojzia fiaként, Temesvártól húsz kilométernyire.
Középiskolai tanulmányait 1887 és 1895 között a Kecskeméti Magyar Királyi Állami Főreáliskolában végezte, majd 1899-ben a Magyar Királyi József Műegyetemen szerzett építőmérnöki oklevelet. A grafosztatika úttörője, Kherndl Antal (1842–1919) professzor tanítványa, tanársegédje, majd adjunktus volt. 1906-tól magántanári képesítést nyert és a vasbetonszerkezetek című tárgy meghívott előadója lett. 1916-ban rendkívüli tanári címet kapott. 1920-ban kinevezték az újonnan alapított II. sz. Hídépítéstani tanszék nyilvános rendes tanárává. Ugyanebben az évben lett a tanszék vezetője, e funkciót 37 éven át megtartotta. 1931 óta a hídépítéstani tanszék mellett működő Beton- és Vasbetonépítési Laboratóriumot is vezette.
A Mérnök Továbbképző Intézet 1939. július 26-án Buday László, Pattantyús-Ábrahám Géza és Mihailich Győző professzorok kezdeményezésére jött létre mint Európa első mérnöktovábbképző intézete. Mihailich volt az intézet első igazgatója.
1948-ban a Budapesti Műszaki Egyetem (BME) tiszteletbeli műszaki doktora, majd 1954-ben a Drezdai Műszaki Egyetemen kapott tiszteletbeli doktor címet. A Magyar Tudományos Akadémiának 1933 óta levelező, majd 1949-től rendes tagja. Az újjászervezett MTA (1950) Műszaki Tudományok Osztályának első vezetője, az ezen belül alakult Építéstudományi Bizottságnak szervezője és az 1957. évi nyugalomba vonulásáig első elnöke.
A BME Építészeti Karának dékánja, az egyetemnek pedig két ízben rektora (1942–43 és 1949–50).
Közel hatvan évet töltött a nevelés, kutatás és tervezés szolgálatában. Nevéhez fűződik a magyar vasbetonépítés elméleti és gyakorlati megalapozása, fejlesztése. Különösen sokat tett mint a vasbeton-szerkezettan tanára a vasbeton szerkezetek elterjesztése terén. 1906 és 1914 között Magyarországon 16 különböző, harminc méternél nagyobb támaszközű vasbeton gerendahíd épült. Az 1908-ban átadott temesvári, Liget úti híd 38,4 méteres középső támaszközével a kor legnagyobb vasbeton gerendahídja volt, mely az 1910-es párizsi világkiállításon dicsérő oklevelet nyert.
Hitte és vallotta, hogy az egyetemi oktatónak nem szabad elszakadnia az ipari élettől. Elméleti és gyakorlati munkájának eredményeit a hazai és külföldi szaksajtóban számos tanulmányban ismertette. Fő elméleti művei a több kiadást megért Vasbetonszerkezetek (1922) – mely tankönyv a diákok és kézikönyv a már mérnökök számára – és a XIX. és XX. századbeli magyar hídépítés története (1960)
Ő tervezte a szolnoki Tisza-hidat (1910–11), a Sebes-Körös berekböszörményi hídját (1910–11) és a tamáshidai Fekete-Körös hidat (1911–12). Mihailich erősítési és szélesítési tervei alapján építették újjá 1935 és 1937 között a budapesti Margit hidat. Folly Róberttel közösen tervezte a polgári hidat (1938–41; 1947–48) és a szegedi hidat a Tiszán (1948). Díjazottak voltak az óbudai és lágymányosi Duna-hidak építésére készített tervei. Szakértőként tevékenyen vett részt a felrobbantott budapesti hidak újjáépítésében.
Tervezett még 35 000 tonnás gabonatárházat Csepelen (1927–29), autóbuszgarázs csarnokot Zuglóban, Szabó József utca (1929–30), víztornyot Újpesten.
1916-tól kezdve négy évtizeden át tanácsadóként, illetve szakértőként szerepelt minden nevezetesebb híd és csarnokszerkezet megvalósításában. Munkásságáért több állami kitüntetésben részesült.

## Munkássága

### Építészeti tevékenysége

#### Temesvár
- Liget-úti híd

#### Szolnok
- Szolnoki Tisza-híd

#### Csepel
- MAHART Gabonatárház 	1211 Budapest, Weiss Manfréd u. 5–7.

#### Újpest
- Víztorony

## Művei
- A csomópontok merev kötése okozta mellékfeszültségek grafikai meghatározása. Egyetemi doktori értekezés. (Budapest, 1906)
- A rácsos tartók rugalmas elhajlásának grafikai meghatározása. (Magyar Mérnök- és Építész-Egylet Heti Értesítője, 1908)
- Konzolos vasbetonhidak tervezése. (Magyar Mérnök- és Építész-Egylet Heti Értesítője, 1910)
- Vasbetonszerkezetek. I. Egyetemi tankönyv. (Budapest, 1922, 2. kiad.ás. Gyentő Tiborral, Schwerner Antallal, 1946, 3. kiadás. Palotás Lászlóval, 1964)
- Kő-, beton-, vasbeton- és fahidak. (Budapest, 1922)
- Der Getreidespeicher im Freihafen von Budapest. (Beton und Eisen, 1929)
- Die Halle der Autobusgarage in der Szabó József Strasse in Budapest. (Bautechnik, 1931)
- Összehasonlító kísérletek folytvas- és acélbetétes, portlandcementtel készült T-keresztmetszetű vasbetongerendákkal. (Magyar Anyagvizsgálók Közlönye, 1934)
- A meleg befolyása a bauxitcement–beton szilárdságára. Akadémiai székfoglaló is. (Elhangzott: 1935. május 13., Mathematikai és Természettudományi Értesítő, 1936)
- A beton- és vasbetonépítés újabb fejlődése. (Budapest, 1947, hasonmás kiadás. 1982)
- Hazai cementek zsugorodásának, gőzölésének valamint a beton és a beleágyazott acélhuzal közötti felületi kötésnek vizsgálata. Akadémiai székfoglaló is. (Elhangzott: 1951. április 24., MTA Műszaki Tudományok Osztálya Közleményei, 1952)
- A XIX. és a XX. századbeli magyar hídépítés története. (Budapest, 1960)
- Korszerű építési szerkezetek és eljárások. (MTA Műszaki Tudományok Osztálya Közleményei, 1961)
- A vasbetonépítés kezdete és első létesítményei Magyarországon. Haviár Győzővel. (Budapest, 1966)

## Díjai, elismerései
- Kossuth-díj (1948)
- Munka Vörös Zászló Érdemrendje (1957)[8]
- Munka Érdemrend (1962)

## Szakirodalom
- Jancsó Árpád: A temesvári Bega-hidak krónikája, Magyar Útügyi Társ. és Erdélyi Magyar Műszaki Tudományos Társaság kiadó, Budapest, Temesvár, 1999, ISBN 963-039-235-6